# Selhorst
Selhorst of zelhorst (Saksisch: Sel(e)(i)hurst), is een boerderij- en akkernaam die voorkomt in Nederland, Duitsland en Engeland.

## Toponymie
Sele of seli is Germaans en betekent in vroegmiddeleeuws zaal of burcht. en in hoogmiddeleeuws "salaha" waarmee in de Germaanse wereld de “ Boswilg (Salix caprea)” wordt aangeduid.
Hurst (tegenwoordig horst) is in vroegmiddeleeuws vogelnest genoemd. Dit woord verwijst naar de afzetting, die uit gevlochten hout bestaat. In hoogmiddeleeuws betekent horst heuvel of bosschage.
Selhorst betekent dus in de vroege middeleeuwen ‘zaal of burcht met een omheining opgetrokken uit palen en vlechtwerk’, en vanaf de 9e eeuw ‘zandige hoogte in een gebied dat rijk is aan boswilgen’. Het is van veel Selhorsten niet duidelijk welke van de twee verklaringen de oorsprong weergeeft. Vroegmiddeleeuwse archieven en archeologisch onderzoek zijn schaars.

## Selhorsten in Nederland
In Nederland bevinden zich in de provincies Utrecht, Gelderland, Overijssel, Drenthe en Groningen Selhorstboerderijen en -akkers. Tegenwoordig liggen er nog een zestal Selhorsten in Overijssel en Drenthe, en één akker:
- Zwolle, Berkum, Herfterlaan
- Raalte, Broekland, Wijheseweg
- Gelselaar, Zelhorstdijk
- Wierden, Ypelo, Ypeloweg
- Gees, Zwinderen,Verlengde Hoogeveensevaart
- Zuidwolde, Sjoert
- Akker: Denekamp, N-Deurningen, Kampstieweg – Selhorstbroek

Verder hebben er Selhorsten gelegen te:
- Zwolle, Mastenbroek
- Wijhe, Marle
- Losser, Glane, IJmengoor, grensovergang
- Amersfoort, Hoogland, Fenixlocatie noord
- Eembrugge, Bloembergen
- Harderwijk, Herxen, Luttekepoort
- Zeist, Weerdorp, Odijkerweg
- Ommen, Balkbrug, Zelhorstweg
- Groenlo, Bulten - Dinkelland

De oudste vermelding over een Selhorst in Nederland betreft die te Dinkelland, in de archieven van de Franken uit 799. De bekendste Selhorst in Nederland is die waar Harderwijk uit ontstaan is. Deze laatste heeft na 1100 eerst nog de functie van herberg en groeit dan uit tot een economisch centrum onder de naam Harderwijk.

## Selhorsten in Duitsland en Engeland
De Selhorsten in Engeland (de juiste schrijfwijze in het Engels is Selhurst) liggen voornamelijk in het zuidoosten, onder Londen. De oudst bekende Selhorst ligt in Sussex. Daar zijn bij archeologische opgravingen de zaal (sele), veel gebruikersvoorwerpen en een Angelsaksische muntenschat ontdekt. De Sele stamt uit de 5e eeuw en is een Saksische nederzetting die op een nog oudere nederzetting, van voor de 2e eeuw, is gesticht. Ook wordt er een Selhorst genoemd in het Domesdaybook in 1026.
In Duitsland liggen er tientallen Selhorsten verspreid door het hele land. De oudste bekende Selhorst ligt hier bij Münster (Herbern), vanaf de 9e eeuw genoemd in de archieven van Werden. Het oord Selhorst-Langenberg dankt zijn naam weer aan een andere Selhorsthoeve.
Uit Duitsland komt de theorie dat een aantal Selhorsten vroegmiddeleeuws zijn en uit de tijd van de Saksen stammen: militaire controleposten, gelegen aan rivieren.